# Eletroerosão

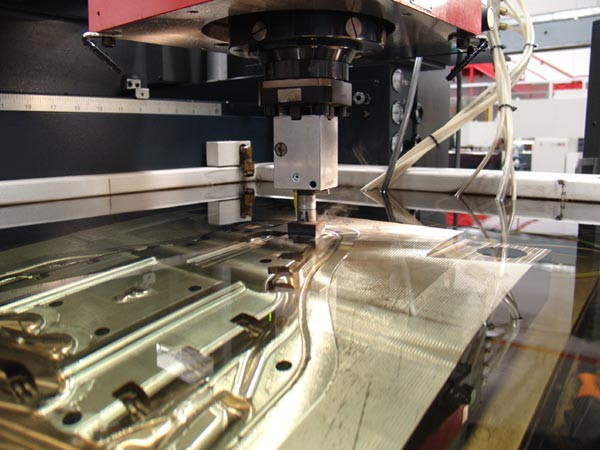
Uma "máquina EDM" em ação.

A eletroerosão é um processo de usinagem especial, onde o desbaste de material não é obtido pelo contato mecânico entre uma ferramenta de corte e a peça de trabalho, mas pela ação de descargas de capacitores elétricos. Em inglês, esse processo é chamado de  Electrical discharge machining (EDM). Essas descargas são dadas em diversos pontos de um eletrodo e progressivamente formam uma cavidade idêntica ao eletrodo, porém de forma negativa. Geralmente, as ferramentas utilizadas (eletrodos) são de materiais condutores como cobre ou grafite, usinados no formato desejado.